# SpaceGhostPurrp

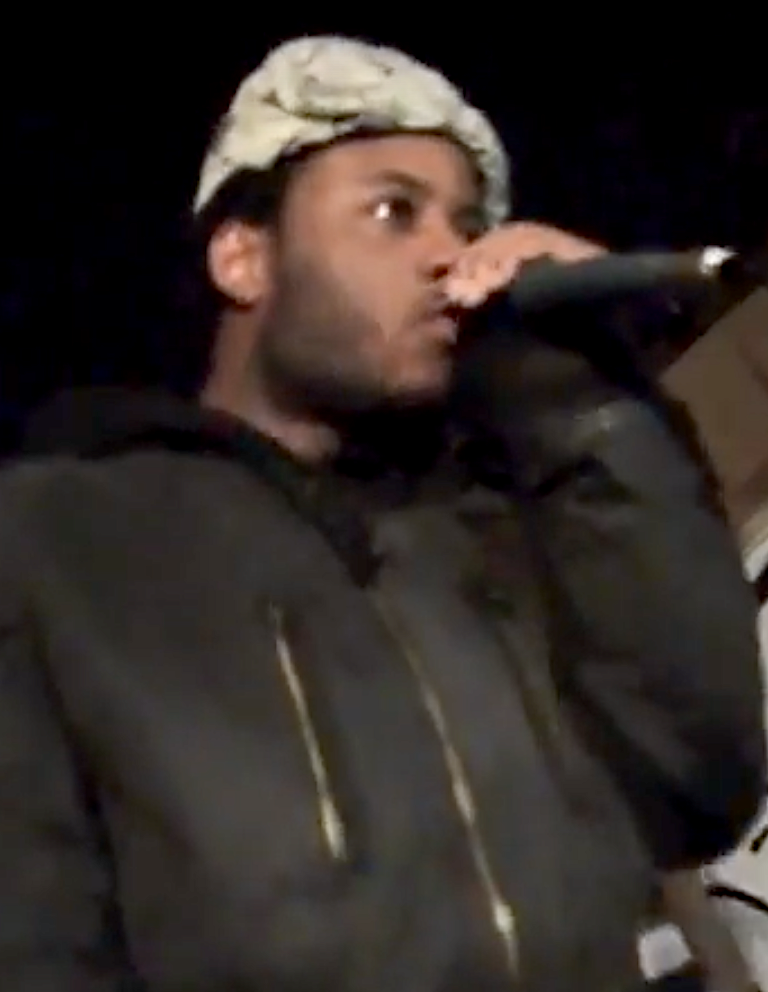
SpaceGhostPurrp

SpaceGhostPurrp (* 1. April 1991; bürgerlich Markese Rolle) ist ein US-amerikanischer Rapper und Musikproduzent aus Miami, der beim britischen Label 4AD unter Vertrag stand.

## Leben
SpaceGhostPurrp veröffentlichte mehrere Mixtapes und produzierte unter anderem einzelne Titel oder Mixtapes für A$AP Rocky, Juicy J, Waka Flocka Flame, Lil Uzi Vert und Wiz Khalifa. Gegen Wiz Khalifa veröffentlichte SGP zuerst einen Disstrack. Nach der Versöhnung der beiden produzierte er jedoch einen Titel von Khalifas Mixtape.
Er war der Gründer der losen Rap-Gruppierungen „Raider Klan“, „Terror Gang“ und „Black Money Boyz (BMB)“ SGP beschrieb den „Raider Klan“ gegenüber der LA Weekly als Gruppe von Skatern, Hipstern und unverstandenen Kids.
In der Underground Rap-Szene wird er als einer der einflussreichsten Musiker angesehen. Trotzdem ist er eine unbeliebte Persönlichkeit, da er dazu tendiert, oft mit anderen Rappern Streitigkeiten anzufechten. Das bekannteste Beispiel wäre der Streit zwischen ihm und A$AP Rocky.

## Musikstil
Seine Musik wird als überdrehte Version von düsteren Sound aus den 1990er Jahren, Stripclub-Hymnen und DJ Screws „Sirup Sound“ beschrieben. Er selbst beschreibt ihn als „Old Skull Rap“, dessen Stimmung dunkel und mysteriös sei und ein eigenes Genre bilden würde: Den „Dark Mysterious Rap“.

## Diskografie

### Alben
- Mysterious Phonk: The Chronicles of SpvcxGhxztPvrrp (2012)

### Mixtapes
- Wavvy Chronicles (as Muney Jordan) (2010)
- NASA: The Mixtape (2010)
- BLVCKLVND RVDIX 66.6 (1991) (2011)
- B.M.W. (2012)
- The Winter's Mine (2013)
- IntoXXXicated (2014)
- NASA Gang (Remastered) (2014)
- Blackland Radio 66.6: Pt. 2 – Episode 1 (as SpaceGhostPurrp AKA Purrple Haze) (2016)
- Blood Red Moet (2016)
- Overkill (2016)
- Purrple Haze (as Purrple Haze) (2016)
- Overkill 2 (2017)
- VAMPIRE LIFE THE MIXTAPE (Free Jim Jones Mixtape) (2018)
- Vamp Money (2018)
- Dragon Nigga No Slime (2019)
- SPACEGHOSTPUSSY RESPONSE (END OF ASAP ROCKY AKA ASAP SISSY PONY) (2020)

### EPs
- Why So Serious (as Muney Jordan) (2009)
- GXX XX BXXXK Volume. 1 (2012)
- Larry Bird Season (2014)
- Dark Angel (as SpaceGhoztPurrp) (2015)
- Money Mendoza (2015)
- Richest Revenge (as Money Mendoza) (2015)
- Winter's Mine 2 (2015)
- Winter's Mine 3 (2015)
- New Season 2K17 (2016)
- Richest Revenge 2 (2017)
- Winter's Mine 4 (2017)
- Angry America (2017)
- God of Miami (as SpaceGhostPurrp Da Lean Plug) (2017)
- King of Miami (2017)
- Qream (2017)
- Florida Baby (2017)
- Florida Stick Drill (2017)
- Winter's Mine 5 (2017)
- Bal Harbour (2018)
- Lil Vamp (2018)
- Rihanna's Baby Daddy (2018)
- Florida Flame Part 1 (2018)
- Florida Finna Kill Da Whole World (Miami Dade County 305) (2019)
- Miami Carol City Da Mixtape (2019)

### Mixes
- CLVB NVZV 1995: Purrped & Chopped (2011)
- Nate Dogg: Purrped & Chopped (2011)
- Purpped & Chopped (2011)
- Alize Mix (2012)
- Dark Angel Instrumentals (2015)
- P Y R O MIXX 2015 (2015)
- Goth Money Talibanz 2015 Mix (2015)
- December Mixx (2015)
- Veneno (2015)
- BLVCK MVNXXY JXRDVN MIXX (with BMB Loko Los) (2016)
- The New Wave: 2k16-HotBoyz (2016)
- Chopped by Purrp (2016)
- Enemies (2017)
- Terror Gang: Dark Riddim (2018)
- Ashview Heights Legend (as SpaceGhoztPurrp) (2019)
- Northside Drive Zone 2 ATL 2020 (as Money AKA SpaceGhostPurrp) (2020)

### Compilations
- NASA Underground – Lost Tapes: 1991–'93 (2010)
- NASA Underground – Lost Tapes: 1994–'96 (2010)
- NASA Underground – Lost Tapes: 1997–2000 (2011)
- Blvck Phonk (2012)
- Best of S.G.P.: Sizzurp Tape (2013)
- 58 Blunts of Purrp (2014)
- Deathlanta (Atlanta) (as Money) (2020)

### Kollaborationen
- Pits of Hell (with 5G) (2016)
- ICX CRXVM DXMXN 1.8 (with Spookyli) (2017)
- Underworld (with Spookyli) (2017)
- Gladiator Season (Volume 1) (with TrippJones) (2018)
- Welcome to Vampland (with Spookyli) (2019)
- Please Don't Wake Me; I Am Exhausted (with XVNИ¥) (2019)